# تاریخ آبخاز
تاریخ آبخازیا از زمان استقرار قبل از تاریخ آن توسط شکارچیان دوره پارینه‌سنگی زیرین در دوره‌های میان سنگی و نوسنگی تا وضعیت جنگ پس از ۱۹۹۲–۱۹۹۳ اشاره دارد.

## سکونتگاه ماقبل تاریخ

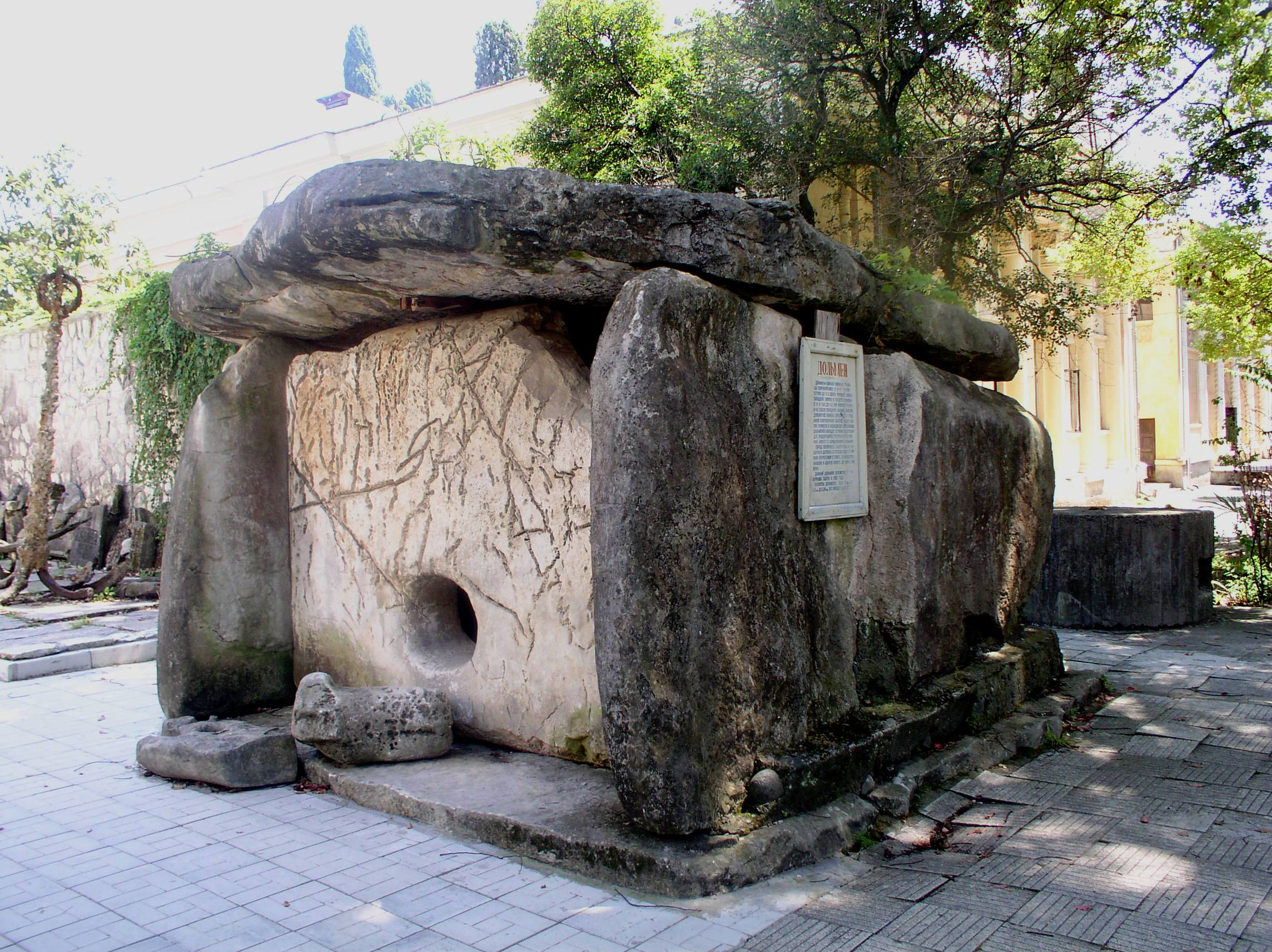
یکی از دلمن‌های Eshera (اکنون در موزه سوخومی)

اردوگاه‌های شکار پارینه سنگی پایین اولین شهرک‌های شناخته شده در قلمرو آبخازیا امروزی را تشکیل می‌دهند. اولین نمونه در سایت‌های Iashkhtva, Gumista, Kelasuri، و اوچامچیرا کشف شده‌است. فرهنگ پارینه سنگی فوقانی عمدتاً خط ساحلی را آباد کرد. دوره‌های میان سنگی و نوسنگی سکونتگاه‌های دائمی بزرگتری به ارمغان آورد و آغاز کشاورزی، دامداری و تولید سرامیک را رقم زد. کهنترین آثار فرهنگ مگالیتیک در اوایل هزاره ۳ قبل از میلاد ظاهر شد و تا عصر برنز به عنوان دولمن‌های آبخازیا ادامه یافت، به‌طور معمول از چهار سنگ جرم قائم و یک سنگ قبر تشکیل شده بود، وزن بعضی از آنها تا ۵۰ تن بود. یک دلمن از سایت باستانی اشرا بهترین بنای یادبود ماقبل تاریخ از این نوع است. اواخر عصر برنز شاهد توسعه ابزارهای پیشرفته تر برنزی بود و تا عصر آهن به عنوان بخشی از فرهنگ کلشیایی (حدود ۱۲۰۰ تا ۶۰۰ پ. م) ادامه یافت، که بیشتر مناطق غربی گرجستان و بخشی از شمال شرقی آناتولی را در بر می‌گرفت.

## شاهنشاهی ایران
این منطقه، قرن‌ها و تا اوایل قرن نوزدهم گوشه‌ای از شاهنشاهی ایران بود. آبخاز در سدهٔ دوم پیش از میلاد تابع مهرداد ششم فرمانروای دولت پونتوس شد. از اواخر سدهٔ نخست میلادی رومیان به آبخاز حمله کردند. از سدهٔ چهارم تا ششم میلادی دولت روم شرقی بتدریج در آبخاز نفوذ کرد. بنا به نوشته مورخان رومی آبخاز بخشی از سرزمین لازستان بود. خصی کردن بردگان آبخازی یکی از کارهای زشت رومیان به‌شمار می‌رفت. آبخازستان همانند دیگر نواحی گرجستان مورد نزاع دولت‌های روم شرقی و ایران ساسانی بود. فشار رومیان سبب می‌شد که مردم آبخاز به شاهان ساسانی توسّل جویند.
۲۳ سپتامبر سال ۵۴۲ میلادی و در زمان پادشاهی خسرو انوشیروان، ارتش ایران شهر بندری سوخومی در آبخازستان را از رومیان پس گرفت. رومی‌ها که نام این شهر را به سباستوپولیس تغییر داده بودند پیش از عقب‌نشینی از شهر، بسیاری از ساختمان‌ها و ازجمله ارگ شهر را ویران ساخته بودند. ارگ ویران‌شده شهر که بعداً بر اثر پیشروی دریا به زیر آب فرورفته است اخیراً توسط باستان شناسان شناسایی شده‌است.
در دهه ۱۵۷۰، نیروی دریایی عثمانی قلعه تسخومی را در خط ساحلی آبخازستان اشغال کرد و آن را به قلعه ترکی سوهوم کاله (نام امروزی شهر سوخومی) تبدیل کرد. در سال ۱۵۵۵، گرجستان و کل قفقاز جنوبی بر اساس صلح آماسیه بین امپراتوری‌های عثمانی و صفویه تقسیم شد و آبخازیا به همراه کل گرجستان غربی در دست عثمانی‌ها باقی ماندند. در نتیجه، آبخازستان تحت نفوذ فزاینده ترکیه و اسلام قرار گرفت و به تدریج روابط فرهنگی و مذهبی خود را با بقیه گرجستان از دست داد. بر اساس علم تاریخی شوروی، ترکیه پس از فتح، هدف از بین بردن فرهنگ مادی و معنوی آبخازستان و مسلمان‌کردن اجباری مردم بوده است که منجر به شورش‌های متعدد (در سال‌های ۱۷۲۵، ۱۷۲۸، ۱۷۳۳، ۱۷۷۱ و ۱۸۰۶) شده است.

## حمله مسلمانان
در حدود سال ۶۴۳ میلادی، ۲۲ هجری عمر بن خطاب، سراقة بن عمرو را مأمور فتح قفقاز کرد. سراقة، جیب بن مسلم قهری را مأمور گرجستان کرد و او مردم گرجستان، از جمله آبخاز را به پرداخت جزیه ملزم کرد. در سال‌های ۱۲۰–۱۱۸ هجری سپاهیان بنی امیه شهر سوخومی را فتح کردند. آبخاز در سال‌های ۳۳۹–۳۳۶ هجری از رونق فراوان برخوردار بود.
از این زمان به بعد دودمان باگراتیونی (بغ‌دادی) گرجستان بر آبخاز فرمانروایی یافتند. در سده‌های پنجم تا هفتم هجری فرهنگ، زبان و خط گرجی جانشین فرهنگ بیزانسی شد. تا عهد مغولان دودمان بغ‌دادی فرمانروای آبخاز بودند. مدتی سلطان جلال‌الدین منکبرنی یا همان خوارزمشاه در بلاد گرجستان عنوان شاه آبخاز را داشت که به صورت ملک‌الملوک آبخاز و گرجیان نوشته شده‌است.

## امپراتوری عثمانی
در میانه‌های سده نهم هجری دولت عثمانی به آبخاز لشکر کشید و اراضی ساحلی آبخاز به ویژه سوخوم به پایگاه نظامی دولت عثمانی تبدیل شد. با ورود سپاهیان عثمانی، دین اسلام در میان آبخازها گسترش یافت، ولی مسیحیت نیز همچنان به حیات خود ادامه داد. آبخازها در سده دوازدهم هجری علیه دولت عثمانی دست به شورش زدند و لشکریان ترک را از دژ سوخوم بیرون راندند.

## تحت حمایت روسیه
آبخازها در سال ۱۸۱۰ میلادی تحت‌الحمایگی دولت روسیه را پذیرفتند. در سال ۱۸۶۶ میلادی آبخازها علیه دولت روسیه سر به شورش برداشتند و گروه کثیری از آنان که اغلب مسلمان بودند، به ترکیه مهاجرت کردند. پس از جنگ روسیه و عثمانی در سال‌های ۱۸۷۸–۱۸۷۷ میلادی (۱۲۹۵–۱۲۹۴ هجری) بار دیگر گروهی از آبخازها به شبه جزیره آناتولی مهاجرت کردند. سال ۱۹۲۱ میلادی حکومت شوروی در آبخاز مستقر شد و این سرزمین در فوریهٔ ۱۹۲۲ به صورت بخشی از سرزمین اتحاد جماهیر شوروی درآمد.
سرزمین آبخازها در جنگی که پس از فروپاشی اتحاد جماهیر شوری در سال‌های ۱۹۹۲ و ۱۹۹۳ میلادی رخ داد از گرجستان جدا شد، و در سال ۱۹۹۹ رسماً اعلام خودمختاری کرد. اقدامی که منطقه آبخاز را با تحریم‌های بین‌المللی مواجه کرد. مقامات آبخازی سرانجام در سال ۲۰۰۸ میلادی با استفاده از فضای به وجود آمده پس از تهاجم ارتش گرجستان به اوستیای جنوبی و مداخله روسیه در حمایت از استقلال اوستیای جنوبی، اعلام استقلال کردند. پس از این رویداد، روسیه از استقلال آبخازستان حمایت کرد و با گسترش روابط پایدار خود با آبخاز به اصلی‌ترین شریک و متحد آبخاز تبدیل شد. به همین علت، اقتصاد منطقه آبخاز کاملاً متکی به روسیه است.

## دوران معاصر

### جنگ اوستیای جنوبی
پس از روزها نبرد سنگین میان استقلال‌طلبان اوستیای جنوبی و ارتش گرجستان، یک آتش‌بس اعلام شد. پس از اعلام آتش‌بس، در تاریخ ۷ اوت ۲۰۰۸ نیروهای ارتش گرجستان در یک عملیات غافلگیرانه، شهر چخینوالی را تصرف کردند. فردای آن روز یعنی در ۸ اوت ۲۰۰۸ میلادی، روسیه در واکنش به حملهٔ ارتش گرجستان، بخشی از نیروهای خود را در مرز با اوستیا قرار داد. سپس تانک‌های روسیه وارد شهر چخینوالی شدند. دمیتری مدودف، رئیس‌جمهور وقت روسیه، این اقدام روسیه را در جهت دفاع از شهروندان روسی ساکن در اوستیای جنوبی عنوان کرد. میخائیل ساکاشویلی رئیس‌جمهور گرجستان اعلام کرد: گرجستان از خود در برابر حملات روسیه دفاع خواهد کرد. گرجستان همچنین اعلام کرد که هواپیماهای جنگی روسیه فرودگاه بین‌المللی تفلیس را بمباران کرده‌اند. روسیه همچنین ناوهای جنگی خود را به بنادر گرجستان در حاشیه دریای سیاه اعزام کرد. همچنین چهار افسر روسی نیز توسط گرجستان دستگیر شدند.
پس از رسیدن به صلحی ناپایدار و پایان درگیری‌ها، دیمتری مدودف در نطقی تلویزیونی، استقلال جمهوری‌های اوستیای جنوبی و آبخازیا را به رسمیت شناخت. دوما روسیه نیز پس از این سخنان مدودف، رأی به استقلال این دو منطقه داد. روسیه همچنین اعلام کرد که به این دو منطقه کمک نظامی خواهد کرد. همزمان شورای امنیت سازمان ملل درخواست نمایندگانی از اوستیای جنوبی و ابخازیا، برای سخنرانی در نشست این شورا را نپذیرفت اعضای گروه هفت نیز این اقدام روسیه را تقبیح کردند. کشورهای عضو سازمان همکاری شانگهای نیز از این اقدام روسیه حمایت نکردند و بر یکپارچگی خاک گرجستان تأکید کردند. اتحادیه اروپا نیز طی بیانه‌ای ضمن تقبیح این اقدام روسیه، اعلام کرد که آینده روابط روسیه و اتحادیه اروپا به سرنوشت آتش‌بس بین روسیه و گرجستان وابسته است.